# Holenka, Romnî
Holenka (în ucraineană Голенка) este un sat în comuna Nova Hreblea din raionul Romnî, regiunea Sumî, Ucraina.

## Demografie
Componența lingvistică a localității Holenka
     Ucraineană (97,74%)
     Rusă (1,81%)
     Alte limbi (0,23%)
Conform recensământului din 2001, majoritatea populației localității Holenka era vorbitoare de ucraineană (97,74%), existând în minoritate și vorbitori de rusă (1,81%).